# Isocyansäure
Die Isocyansäure ist eine reaktive, wenig beständige Säure, die aus ihren Salzen durch vorsichtiges Ansäuern freigesetzt wird und bei Temperaturen oberhalb von 0 °C polymerisiert. Unter 0 °C ist sie in Benzol oder Ether wochenlang haltbar. Als Lösung in Eiswasser ist sie umso länger haltbar, je verdünnter die Lösung ist. Ihre Ester heißen Isocyanate; ihre Salze werden üblicherweise nicht als Isocyanate, sondern als Cyanate bezeichnet. Die freie Säure polymerisiert sehr leicht zu einem Gemisch von Cyanursäure und Cyamelid.  Analog zu anderen Pseudohalogenen kann sie auch ein Dimer „Diisooxocyan“ OCN-NCO bilden. Die Cyansäure als ihre tautomere Form ist sehr instabil und wird beim Ansäuern von Cyanaten nur in Spuren (bis maximal 3 %) gebildet. Formal ist Isocyansäure das Imid der Kohlensäure. Ein Isomer ist die Knallsäure.

## Vorkommen
Isocyansäure wurde im interstellaren Raum nachgewiesen. Zum ersten Mal in einem Kometen wurde es bei der Beobachtung von C/1996 B2 (Hyakutake) im Jahr 1996 gefunden.

## Externe Links zu erwähnten Verbindungen
1. ↑  Externe Identifikatoren von bzw. Datenbank-Links zu Cyamelid:  CAS-Nr.: 462-02-2, PubChem: 12305305, ChemSpider: 10468516, Wikidata: Q5197356.